# Каліпсо (судно)
Каліпсо (фр. RV Calypso) — науково-дослідне судно, обладнане французьким вченим-океанографом Жаком-Івом Кусто для досліджень світового океану.

## Будівництво і експлуатація

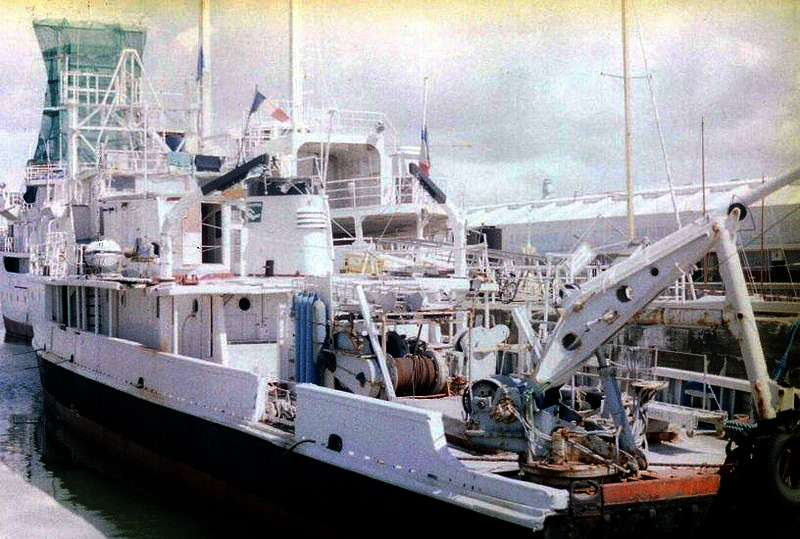
Каліпсо у порту Ла-Рошель, 1999 рік

Судно збудоване як дерев'яний мінний тральник Британських Королівських ВМС компанією «Ballard Marine Railway Company» (Сієтл, Вашингтон, США). Належало до класу кораблів BYMS — British Yard Minesweeper Mark 1 Class Motor Minesweeper. Закладене 12 серпня 1941 року під заводським номером BYMS-26, спущене на воду 21 березня 1942 року.

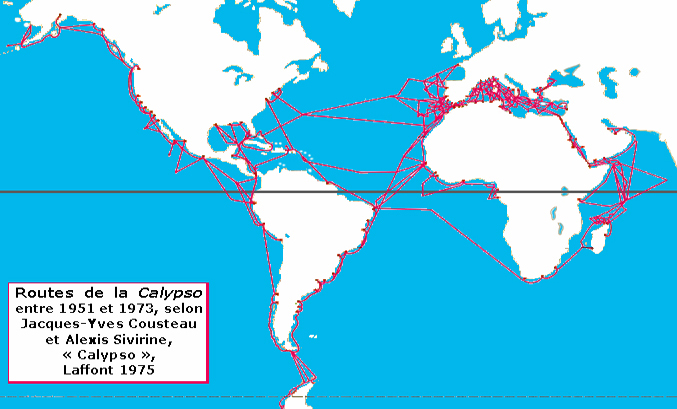
Мапа мандрів Каліпсо у 1951—1973 роках

Введене в дію в лютому 1943 року під назвою HMS J-826, прикомандироване до одного із загонів кораблів, що діяли у Середземному морі. Перекласифіковане як BYMS-2026 у 1944 році, перебудоване на заводі на Мальті, виключене зі списків флоту у 1947 році.
Після Другої світової війни працював поромом між Мальтою й островом Гоцо, перейменований на честь німфи Каліпсо (яка жила на вигаданому острові Огігія, що асоційованими у міфах з островом Гоцо)
Ірландський мільйонер і колишній член парламенту Томас Лоел Гіннес викупив Каліпсо у 1950 році й віддав у лізинг Ж.-І. Кусто за символічний франк у рік, попросивши при цьому дві речі: не розкривати його ім'я і не просити більше грошей.
Кусто переробив корабель на експедиційне судно для забезпечення дайвінгу, підводних зйомок і  океанографічних досліджень. У тому числі було встановлено посадковий майданчик для вертольоту, наукове обладнання, відсік для підводного спостереження (3 м під ватерлінією), одно- і двомісні міні-підводні човни розробки Кусто («SP-350 Denise») та підводні мотоцикли.
11 січня 1996 року «Каліпсо» зіткнувся у Сінгапурській гавані з баржею і затонув.

## Відновлення та консервація судна

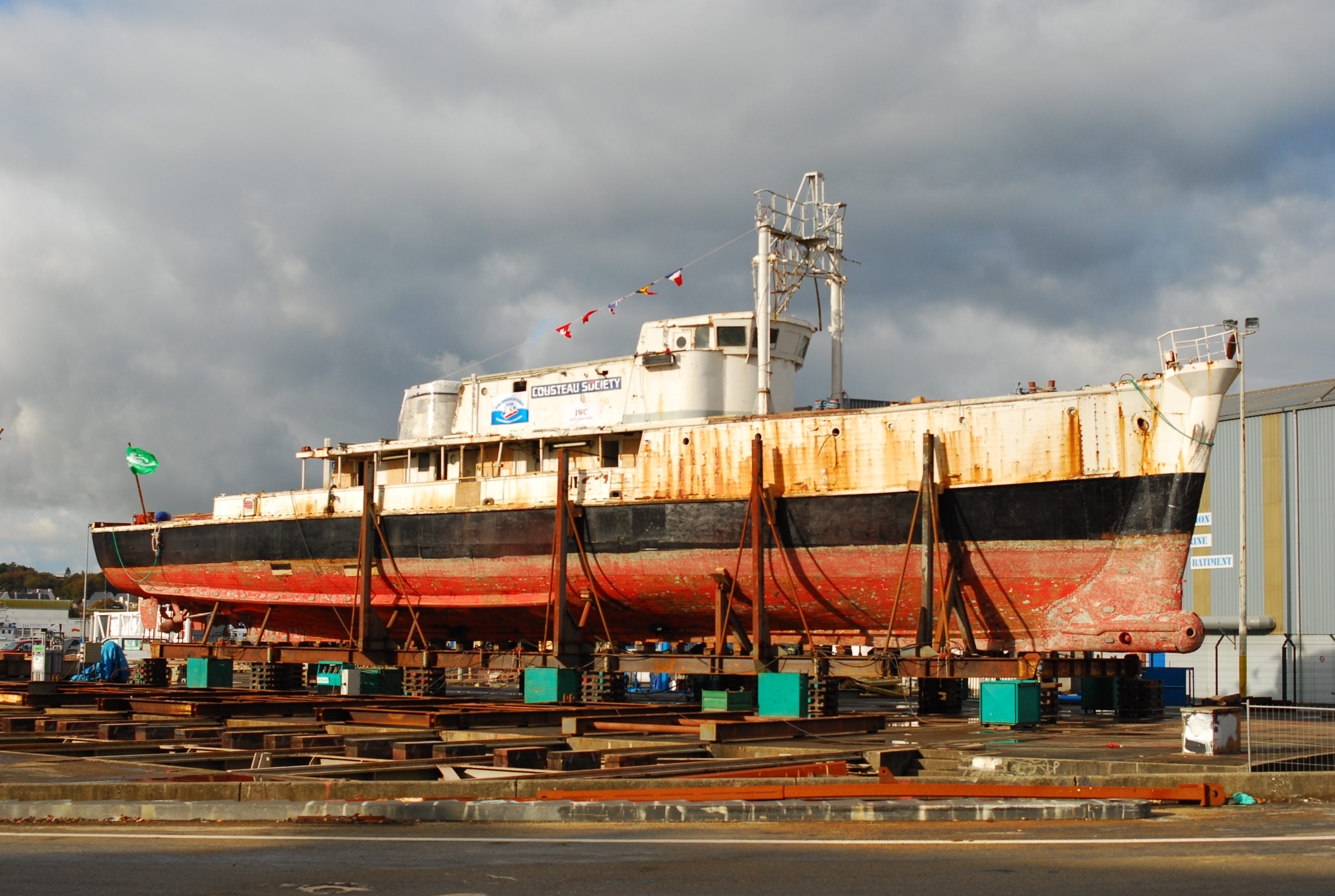
Каліпсо у вересні 2007 року

Судно залишалося під водою 17 днів, після чого було піднято і відбуксироване до Франції. Після того, як воно провело деякий час в порту Марселя, у 1998 році, вже після смерті Кусто, його відбуксирували на атлантичне узбережжя Франції — у Морський музей Ла-Рошель. Тоді ж було заявлено про плани перетворення корабля на плавучий музей.
Далі пішла серія юридичних та інших перешкод для початку відновлювальних і консерваційних робіт. Ходили чутки про продаж Каліпсо круїзній компанії «Carnival Cruise Lines» за символічну ціну в 1 євро. Компанія навіть заявила про плани виділення 1,3 млн доларів на відновлення судна і перебазування музею на Багами.
На кінець 2006 року судно втратило все обладнання зі своїх верхніх палуб.
Дружині Жака Кусто Франсін Кусто вдалося організувати початок відновлення судна. 11 жовтня 2007 року корабель перебазували у затоку містечка Конкарно французького департаменту Фіністер. Відновлювальні роботи будуть проведені на заводі Піріу (Piriou Shipyard), судно буде перетворено в експонат музею.
За інформацією отриманою від Асоціації Кусто 15 лютого 2009 року Франсін Кусто (вдова Жака-Іва Кусто) отримала двигуни Volvo Penta для «Каліпсо», корабель знаходився в цей час на корабельні «Concarneau». Корабель планується переорієнтувати як плавучу освітню виставку для навчання нирців за програмою, підготовленою Асоціацією Кусто. Для цього будуть відновлені одно- і двомісні мінісубмарини, підводні скутери, акваланги, костюми для нирців, камери та інше обладнання, яке використовувалося в експедиціях.
Планувалося, що «Каліпсо» буде відновлений до сторіччя з дня народження Жака-Іва Кусто 11 червня 2010 року, проте цим планам не судилось збутися.
У березні 2015 року, після довгої судової тяганини, французький суд зобов'язав Франсін Кусто оплатити заборгованість у € 273000 перед ремонтниками, інакше корабельні буде дозволено продати судно. 6 січня 2016 року Команда Кусто заявила, що конфлікт вдалось залагодити.